# 2021年11月英吉利海峡船难
2021年11月24日，一艘小艇在英吉利海峡倾覆，造成船上30人中的27人死亡。这是自國際移民組織于2014年开始收集数据以来在英吉利海峡发生的最致命事件。

## 背景

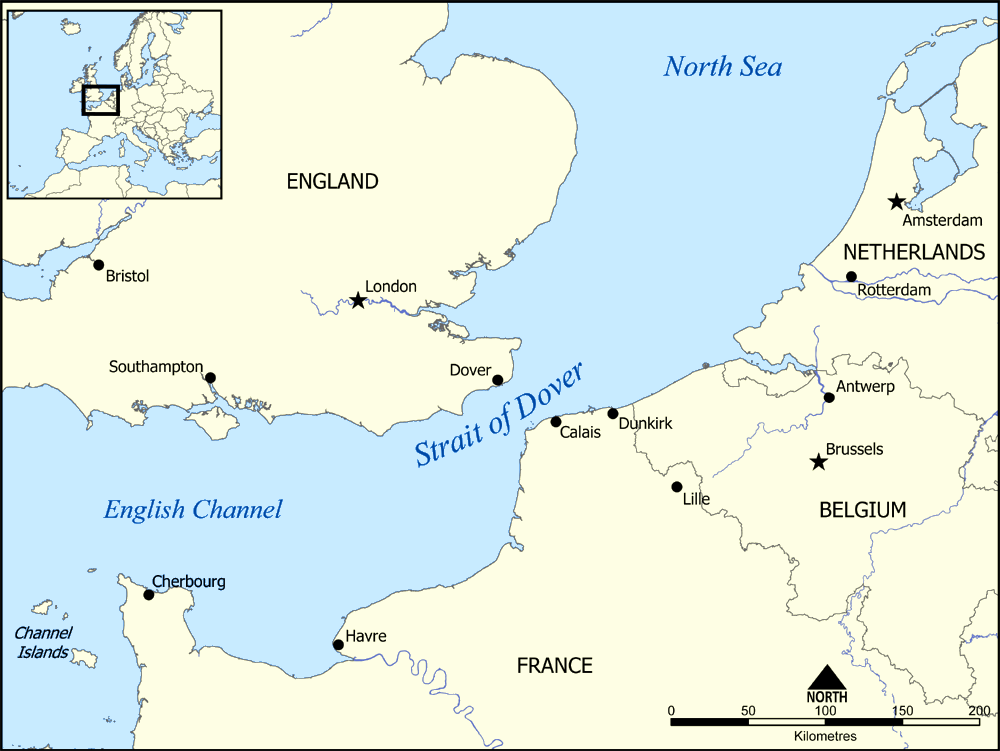
英吉利海峡

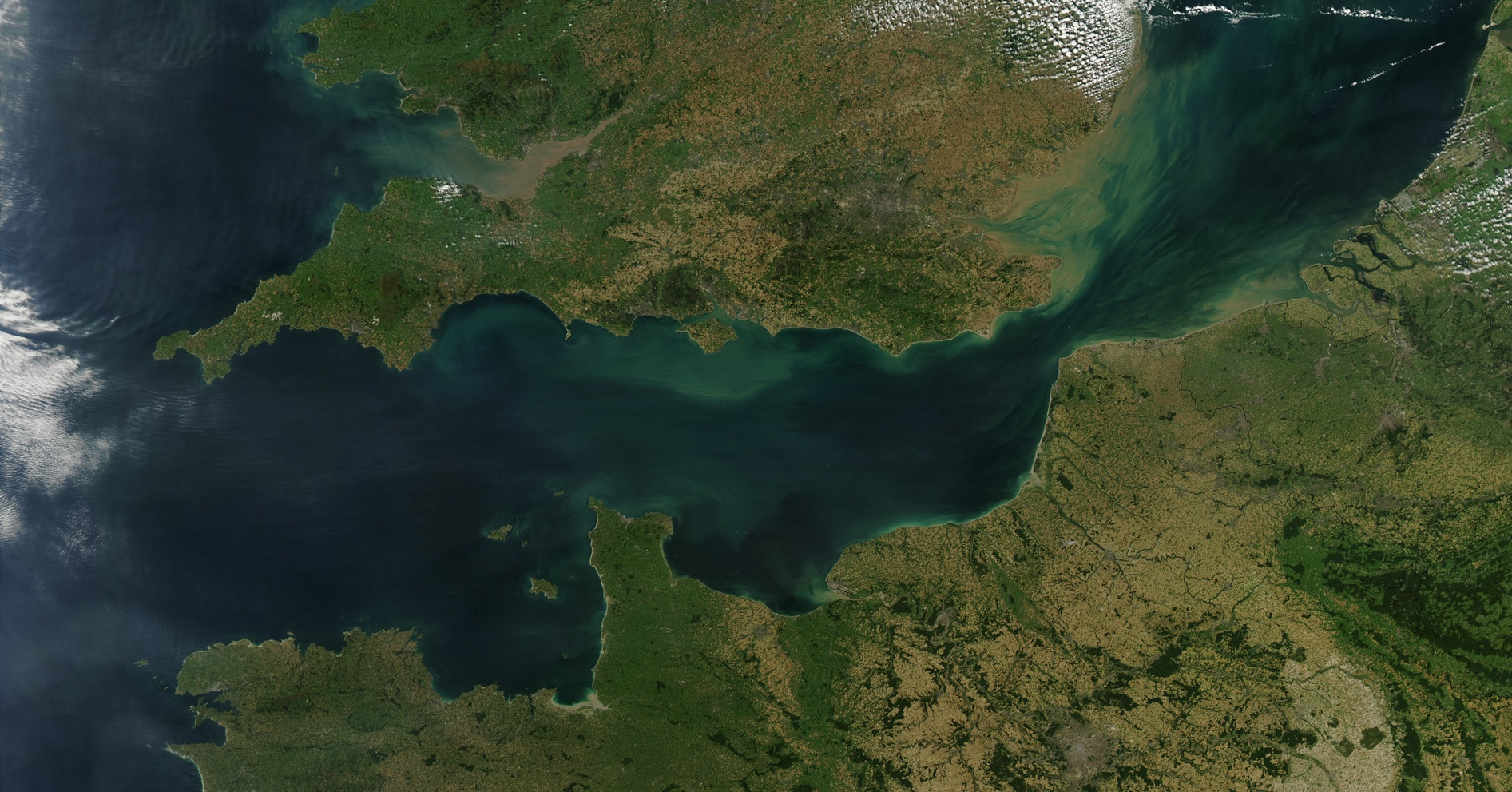
2002年的英吉利海峡卫星图像

21世纪以來，經常有人從亚洲和非洲偷渡至欧洲各地。21世紀10年代末20年代初，大量移民从法国越过英吉利海峡前往英国。在过去，许多移民登上穿越英法海底隧道的卡车前往英國，但随着英國方面的防範措施加强，更多的人试图乘坐小型充气船穿越英吉利海峽。

## 事故
2021年11月24日，一艘载有30名移民的小艇在法国加来和敦刻尔克附近的英吉利海峡倾覆  ，当时這艘船正试图前往英国。船上27人遇難，另有两人获救，还有一人失踪。死者中有一名孕妇和三名儿童。四名涉嫌走私人口的嫌疑人在不久后被捕 。